# Giuseppe Casoria

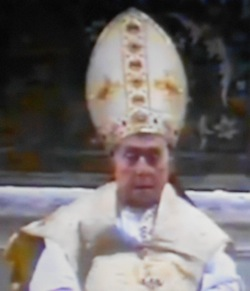
Giuseppe Casoria

Giuseppe Casoria (Acerra, 1 oktober 1908 – Rome, 8 februari 2001) was een Italiaans geestelijke en kardinaal van de Katholieke Kerk.
Casoria bezocht het seminarie in zijn geboorteplaats en vervolgens de Pauselijke Lateraanse Universiteit, waar hij promoveerde in de theologie. Later behaalde hij nog een doctoraat in de beide rechten aan het Pauselijk Athenaeum San Apollinare. Hij werd op 21 december 1930 priester gewijd en deed vervolgens een aantal jaar pastoraal werk in Rome. Van 1937 tot 1972 was hij als officier, Verdediger van het Huwelijk, verbonden aan de Sacra Rota Romana. Daarnaast was hij  vanaf 1954 prelaat-referendaris van de Hoogste Rechtbank van de Apostolische Signatuur en was hij werkzaam als rechter bij verschillende diocesane rechtbanken in Italië. In 1969 werd Casoria secretaris van de Congregatie voor de Discipline van de Sacramenten. 
Op 6 januari 1972 benoemde paus Paulus VI hem tot titulair aartsbisschop van Vescovio. Zijn bisschopswijding ontving hij uit handen van de paus zelf, waarbij onder andere de Nederlandse kardinaal Bernardus Alfrink optrad als medeconsecrator. Vervolgens werd hij in 1981 pro-prefect van de inmiddels tot Congregatie voor de Goddelijke Eredienst en de Regeling van de Sacramenten omgevormde dicasterie. Tijdens het consistorie van 2 februari 1983 creëerde paus Johannes Paulus II hem kardinaal-diaken. De San Giuseppe in via Trionfale werd zijn titeldiakonie. Hij werd bij zelfde gelegenheid prefect van de Congregatie voor de Eredienst en zou dat tot 1984 blijven. In 1993 werd zijn titeldiakonie – pro hac vice – zijn titelkerk, toen hij – op grond van zijn hoge leeftijd – opteerde voor de orde der kardinaal-priesters.
- Gemeinsame Normdatei: 1238968783
- International Standard Name Identifier: 0000 0001 0864 1740
- Library of Congress Control Number: n85289136
- Nederlandse Thesaurus van Auteursnamen: 069252343
- Istituto Centrale per il Catalogo Unico: CFIV120193
- Virtual International Authority File: 3925378
- WorldCat: E39PBJfWVWyHYTDPmWvDR89CcP